# John Bowler
John Bowler (* 4. April 1984 in Park Ridge, Illinois) ist ein ehemaliger US-amerikanischer Basketballspieler.
Der 2,04 m große und 129 kg schwere Center spielte bis 2006 für die Eagles der Eastern Michigan University. In der Saison 2005/06 wurde er von den Trainern der Mid-American Conference (MAC) der NCAA zum „Spieler des Jahres“ auf seiner Position gewählt.
Danach wechselte Bowler als Profi 2006 in die deutsche Bundesliga zu den Telekom Baskets aus Bonn. In der Saison 2007/2008 konnte John Bowler mit seiner Mannschaft bis in die Play-off-Finalserie der Meisterschaft vorstoßen, musste dort aufgrund einer Verletzung allerdings passen. Nach der verlorenen Finalserie verlängerte er seinen Vertrag bis zum Ende der Saison 2009/2010. Auch in der Saison 2009/2010 hatte er mit mehreren Verletzungen zu kämpfen und konnte das Aus der Baskets im Viertelfinale nicht verhindern. Bowler erhielt nach vier Jahren in Bonn daraufhin keinen neuen Vertrag bei den Telekom Baskets.
Für die folgende Spielzeit 2010/11 erhielt Bowler einen Vertrag beim Ligakonkurrenten aus Ludwigsburg. Nachdem der Verein die Meisterschafts-Play-offs verpasste, verletzte er sich in der darauffolgenden Saison im Januar 2012 so schwer, dass er für die restliche Saison 2011/2012 ausfiel. Nach einem Trainerwechsel während der Spielzeit erhielt er für die folgende Saison keinen neuen Vertrag. Bowler entschloss sich anschließend aufgrund seiner Sportverletzungen seine aktive Karriere zu beenden.

## Erfolge
- All-Mid-American der MAC-Conference der NCAA zum „Spieler des Jahres“ auf seiner Position: 2006
- BBL Most Likeable Player: Saison 2007/08
- Deutscher Vizemeister mit den Telekom Baskets Bonn: Saison 2007/08
- Deutscher Vizemeister und Vizepokalsieger mit den Telekom Baskets Bonn: Saison 2008/09